# سانتا الایا د بوربا
سانتا الایا د بوربا (به اسپانیایی: Santa Olalla de Bureba) یک شهرستان در اسپانیا است که در کاستیا و لئون واقع شده‌است.

## خصوصیات
سانتا الایا د بوربا ۱۰ کیلومترمربع مساحت و ۳۳ نفر جمعیت دارد.